# Cossall
Cossall – osada w Anglii, w hrabstwie Nottinghamshire, w dystrykcie Broxtowe. Leży 11 km na zachód od miasta Nottingham i 181 km na północny zachód od Londynu.